# Atelopus galactogaster
Atelopus galactogaster je druh žáby z čeledi ropuchovitých endemitní pro horské lesy severozápadních And v Kolumbii. V roce 2004 byl organizací IUCN zařazen na seznam kriticky ohrožených druhů, od roku 2017 je veden jako taxon s chybějícími údaji. Je pravděpodobné, že byl ohrožen, případně vyhuben chytridiomykózou, která postihuje i další druhy rodu Atelopus, ale neexistují pro to přímé důkazy.

## Výskyt
Přirozeným stanovištěm druhu jsou vlhké subtropické nebo tropické horské lesy. Spatřen byl ve dvou lokalitách o rozloze asi 64 km2 ve výšce 1500 m n. m. na území národního parku Paramillo, nacházejícím se v departementu Antioquia na severním svahu západních And. Pozorováno bylo pouze 10 jedinců; od popsání v roce 1993 nebyl proveden odchyt kvůli občanským nepokojům v oblasti. Předpokládá se, že rozmnožování se uskutečňuje ve vodních tocích a vývoj probíhá přes larvu.